# Ángel Martínez
Ángel Martínez Cervera (Girona, 19 januari 1986) is een Spaans profvoetballer. Hij speelt sinds 2006 als verdedigende middenvelder bij RCD Espanyol.

## Clubvoetbal
Ángel Martínez speelde in de jeugdopleiding van RCD Espanyol en het tweede elftal van de club. Hij maakte in het seizoen 2006/2007 zijn competitiedebuut in het eerste elftal.

## Nationaal elftal
Ángel Martínez speelde nog nooit voor het Spaans nationaal elftal. Wel speelde de middenvelder in het Catalaans elftal. Zijn debuut maakte Ángel Martínez in december 2007 tegen Baskenland.